# Pandemia di COVID-19 in America

## Antefatti
Il 12 gennaio 2020, l'Organizzazione mondiale della sanità (OMS) ha confermato che un nuovo coronavirus era la causa di una nuova infezione polmonare che aveva colpito diversi abitanti della città di Wuhan, nella provincia cinese dell'Hubei, il cui caso era stato portato all'attenzione dell'OMS il 31 dicembre 2019.
Il 5 maggio 2023, l'Organizzazione mondiale della sanità dichiara ufficialmente la fine della pandemia.

## Tabella riassuntiva

### Nord e Centroamerica
| Nazione                   | Casi totali | Morti   | Guarigioni | Abitanti    | Note                |
| ------------------------- | ----------- | ------- | ---------- | ----------- | ------------------- |
| Stati Uniti               | 8.603.771   | 227.399 | 5.503.268  | 329.311.764 | [ 9 ] [ 10 ]        |
| Messico                   | 854.926     | 86.338  | 623.494    | 128.649.565 | [ 11 ] [ 9 ]        |
| Canada                    | 201.437     | 9.778   | 169.671    | 37.476.732  | [ 12 ] [ 13 ]       |
| Panama                    | 125.181     | 2.574   | 101.545    | 4.170.607   | [ 14 ]              |
| Rep. Dominicana           | 121.667     | 2.203   | 98.880     | 9.927.320   | [ 15 ] [ 16 ]       |
| Guatemala                 | 101.599     | 3.541   | 91.032     | 17.679.735  | [ 17 ]              |
| Costa Rica                | 97.075      | 1.204   | 59.580     | 5.047.561   | [ 18 ]              |
| Honduras                  | 88.425      | 2.568   | 50.893     | 8.721.014   | [ 19 ]              |
| Porto Rico                | 57.950      | 768     | No Data    | 3.193.694   | [ 20 ] [ 21 ]       |
| El Salvador               | 31.666      | 926     | 27.000     | 6.520.675   | [ 22 ]              |
| Haiti                     | 8.976       | 231     | 7.303      | 10.847.334  |                     |
| Giamaica                  | 8.321       | 173     | 3.951      | 2.990.561   | [ 23 ]              |
| Guadalupa                 | 7.122       | 111     | n.d.       | 397.990     | [ 9 ]               |
| Cuba                      | 6.258       | 127     | 5.780      | 11.239.004  | [ 24 ]              |
| Bahamas                   | 5.773       | 123     | 3.339      | 388.020     | [ 9 ]               |
| Nicaragua                 | 5.353       | 153     | 4.225      | 6.327.927   | [ 25 ] [ 26 ] [ 9 ] |
| Trinidad e Tobago         | 5.298       | 97      | 3.696      | 1.341.465   | [ 9 ]               |
| Aruba                     | 4.334       | 34      | 4.040      | 104.822     | [ 9 ]               |
| Belize                    | 2.813       | 44      | 1.670      | 377.968     | [ 9 ]               |
| Martinica                 | 2.257       | 25      | n.d.       | 376.480     | [ 9 ]               |
| Isole Vergini Americane   | 1.335       | 21      | 1.296      | 106.405     | [ 9 ]               |
| Sint Maarten              | 756         | 22      | 675        | 33.609      | [ 9 ]               |
| Curaçao                   | 751         | 1       | 458        | 160.337     | [ 9 ]               |
| Turks e Caicos            | 698         | 6       | 689        | 31.458      | [ 9 ]               |
| Saint-Martin              | 531         | 8       | 380        | 35.107      | [ 9 ]               |
| Isole Cayman              | 235         | 1       | 212        | 60.413      | [ 9 ]               |
| Barbados                  | 222         | 7       | 203        | 284.215     | [ 9 ]               |
| Bermuda                   | 185         | 9       | 172        | 61.695      | [ 9 ]               |
| Bonaire                   | 131         | 3       | 120        | 16.541      | [ 9 ]               |
| Antigua e Barbuda         | 119         | 3       | 101        | 91.818      | [ 9 ]               |
| Saint-Barthélemy          | 72          | 0       | 55         | 9.131       | [ 9 ]               |
| Isole Vergini Britanniche | 71          | 1       | 70         | 28.054      | [ 9 ]               |
| Saint Vincent e Grenadine | 67          | 0       | 64         | 109.333     | [ 9 ]               |
| Saint Lucia               | 36          | 0       | 27         | 174.267     | [ 9 ]               |
| Dominica                  | 33          | 0       | 29         | 72.324      | [ 9 ]               |
| Grenada                   | 27          | 0       | 24         | 111.354     | [ 9 ]               |
| Saint Kitts e Nevis       | 19          | 0       | 19         | 54.821      | [ 9 ]               |
| Groenlandia               | 16          | 0       | 14         | 56.081      | [ 9 ]               |
| Saint-Pierre e Miquelon   | 16          | 0       | 12         | 6.274       | [ 9 ]               |
| Montserrat                | 13          | 1       | 12         | 4.922       | [ 9 ]               |
| Sint Eustatius            | 13          | 0       | 4          | 4.020       | [ 9 ]               |
| Saba                      | 5           | 0       | 5          | 1.971       | [ 9 ]               |
| Anguilla                  | 3           | 0       | 3          | 13.452      | [ 9 ]               |
| Totale                    | 10.139.154  | 335.519 | 6.749.075  |             | [ 9 ]               |

### Sudamerica
| Nazione         | Casi totali | Morti   | Guarigioni | Popolazione (in milioni) | Note          |
| --------------- | ----------- | ------- | ---------- | ------------------------ | ------------- |
| Brasile         | 5 439 641   | 157 946 | 4 914 733  | 211.5                    | [ 28 ] [ 29 ] |
| Argentina       | 1 116 596   | 29 730  | 921 344    | 44.9                     | [ 30 ]        |
| Colombia        | 1 033 218   | 30 565  | 932 882    | 49.4                     | [ 31 ]        |
| Perù            | 890 574     | 34 197  | 814 204    | 32.1                     | [ 32 ] [ 33 ] |
| Cile            | 504 525     | 14 026  | 481 379    | 19.1                     | [ 34 ]        |
| Ecuador         | 163 192     | 12 588  | 141 759    | 17.5                     | [ 35 ] [ 36 ] |
| Bolivia         | 141 124     | 8 672   | 109 769    | 11.5                     | [ 27 ] [ 37 ] |
| Venezuela       | 90 400      | 780     | 84 907     | 32.2                     | [ 27 ] [ 38 ] |
| Paraguay        | 60 557      | 1 347   | 40 748     | 7.2                      | [ 39 ]        |
| Guyana francese | 10 397      | 70      | 9 995      | 0.3                      | [ 27 ]        |
| Suriname        | 5 187       | 111     | 5 039      | 0.6                      | [ 40 ]        |
| Guyana          | 4 061       | 119     | 3 030      | 0.8                      | [ 27 ]        |
| Uruguay         | 2 916       | 54      | 2 455      | 3.5                      | [ 27 ] [ 41 ] |
| Isole Falkland  | 13          | 0       | 13         | 0.003                    | [ 27 ] [ 42 ] |
| Totale          | 9 462 401   | 290 205 | 8 462 257  | 430                      | [ 27 ]        |

## Casi confermati per singolo stato

### Argentina

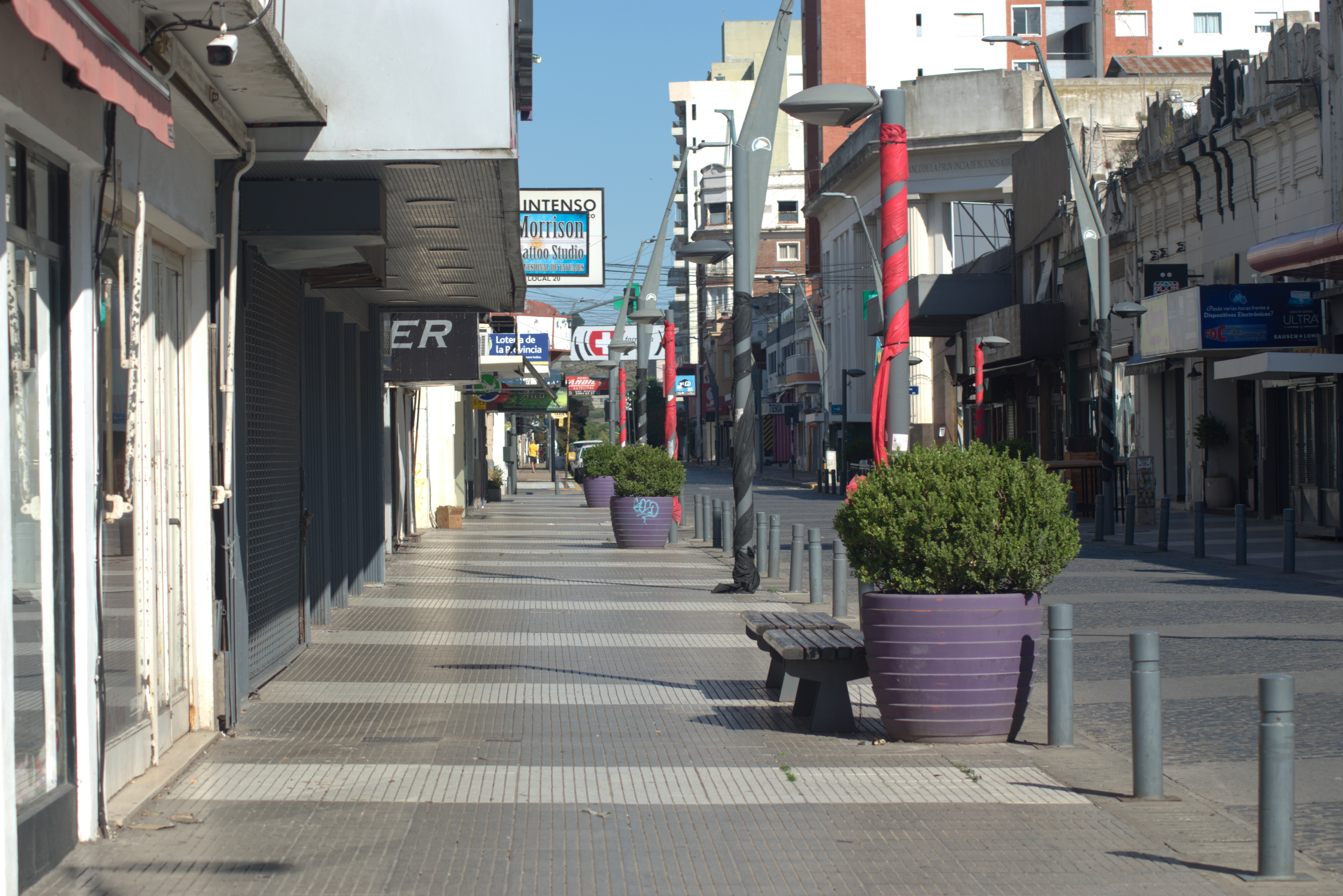
Una via deserta del centro di Tandil, Argentina, durante la quarantena, quando è permesso uscire solo per comprare generi alimentari.

Il primo caso confermato della pandemia di coronavirus in Argentina è stato registrato il 3 marzo 2020. Al 19 aprile 2020, sono stati confermati 2.941 casi di persone infettate e 134 decessi.
Il 20 marzo 2020 è entrata in vigore la quarantena in tutto il paese, inizialmente fino al 31 marzo, poi prorogata fino al 26 aprile.

### Belize
Il primo caso nel paese è stato confermato il 23 marzo 2020.
Al 15 giugno in Belize risultano 20 casi confermati.

### Bolivia
I primi casi in Bolivia sono stati riportati il 10 di marzo. Due giorni dopo, il 12 marzo, è stato dichiarato lo stato di emergenza sanitaria fino al 30 aprile.

### Brasile

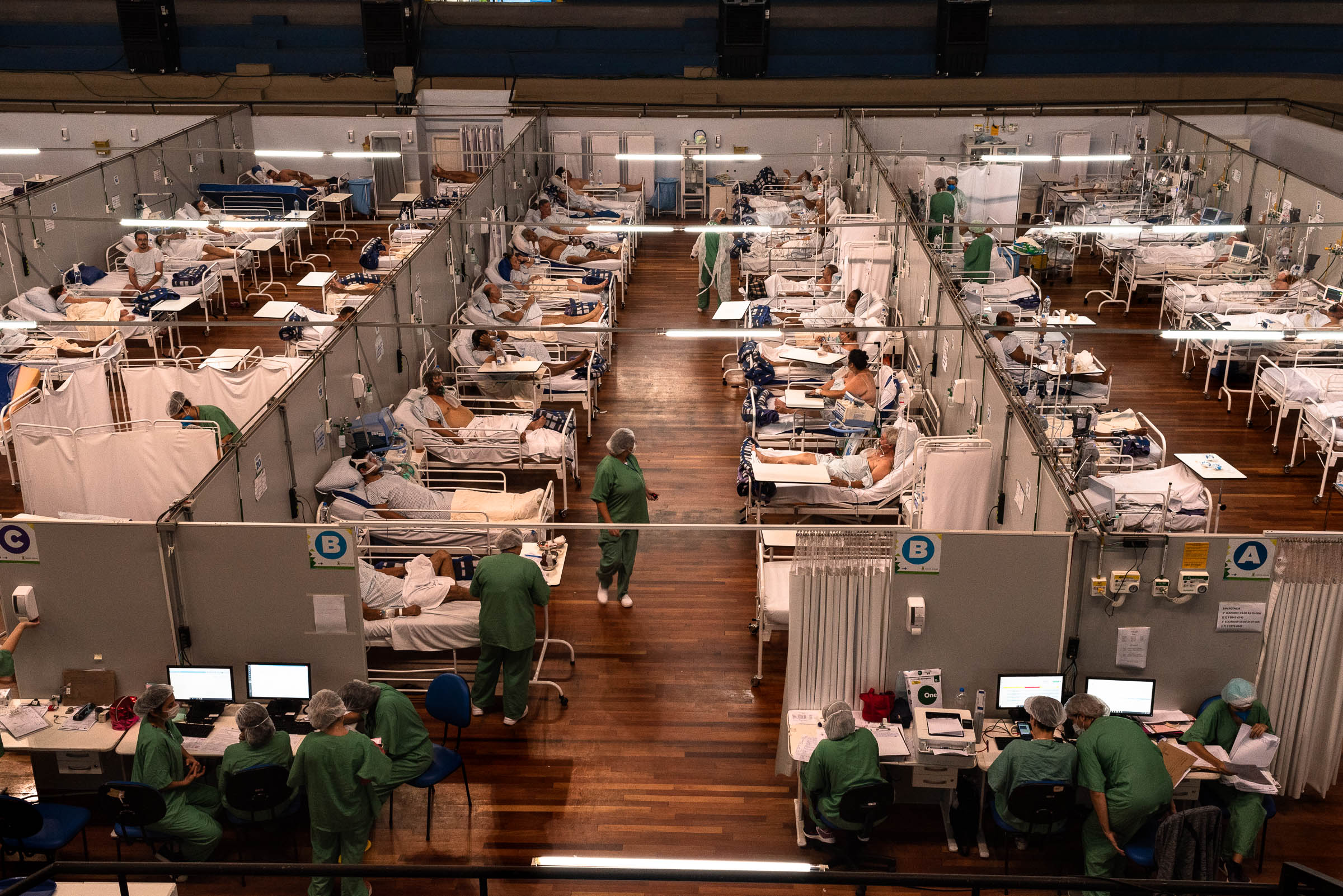
Un ospedale da campo a Santo André nel marzo 2021

Il 28 gennaio l'allerta di emergenza è stata portata al livello 2 di 3, considerando un "pericolo imminente" per il Brasile.
Il 5 febbraio, il governo brasiliano ha inviato due aerei per evacuare 34 dei 58 brasiliani a Wuhan. Loro e il volo furono messi in quarantena presso una base dell'aeronautica brasiliana ad Anápolis, Goiás, e scaricati, insieme ai medici e ai professionisti che avevano avuto contatti con loro, il 23 febbraio, quattro giorni prima di quanto previsto, poiché i test di routine mostrarono ripetutamente negativi risultati per Covid-19.
Il 25 febbraio, il Ministero della Salute del Brasile ha riportato il primo caso positivo di coronavirus nel Paese e in Sud America, un uomo di 61 anni di San Paolo, che si è recato in Lombardia, in Italia, tra il 9 e il 21 febbraio. Stava mostrando sintomi lievi e messo in quarantena a casa, anche il test di conferma è stato positivo.
Il 26 febbraio, dopo il primo caso confermato nel paese, il governo ha riferito che il Brasile stava monitorando 20 casi sospetti, 12 dei quali provenienti da persone provenienti dall'Italia.
Il 15 marzo, nonostante fosse risultato negativo al virus, il presidente Jair Bolsonaro, ancora monitorato dai medici, è stato pesantemente criticato per aver incontrato i suoi sostenitori in una parata pubblica a Brasilia senza indossare una mascherina. Il 17 marzo si è registrato il primo decesso, e pochi giorni dopo il presidente entrò in polemica con i governatori federali che, causa l'aumento dei contagiati, avevano imposto la quarantena per, a suo dire, una "leggera influenza", e accusando i media di aver spaventato la gente.
Il 16 aprile il presidente Jair Bolsonaro ha destituito il ministro della salute Luiz Henrique Mandetta, col quale da giorni era ai ferri corti per la gestione della pandemia in Brasile. Il ministro chiedeva misure più drastiche per contenere i contagi mentre da parte sua il presidente ha sempre definito il coronavirus una banale influenza che avrebbe colpito più che altro gli anziani, dimostrandosi per lo più preoccupato delle perdite economiche causate da un lockdown. In un sondaggio tra i brasiliani fatto da Datafolha, il 76% si è dichiarato concorde con la gestione di Mandetta.
Al 20 aprile in Brasile sono stati registrati oltre 40.000 contagiati, compresi 2588 decessi.

### Canada
Il primo caso in Canada è stato confermato il 25 gennaio, in un cinquantenne che aveva lavorato tra Wuhan e Canton e arrivato a Toronto il 22 gennaio. Al 6 marzo 2020 c'erano solo 54 casi di coronavirus segnalati in Canada, in quattro province: Ontario (28 casi), Colombia Britannica (21 casi), Quebec (3 casi) e 2 casi presunti in Alberta. Quasi tutti i casi provenivano da un paese con un numero considerevole di casi di coronavirus. Di questi casi, otto (cinque nella Columbia Britannica, tre in Ontario) sono guariti. Il numero di contagiati è aumentato considerevolmente nel mese di marzo, con un aumento giornaliero di oltre 1000 unità negli ultimi giorni del mese.
La maggior parte delle province ha chiuso scuole e asili nido, proibito i grandi raduni, e ha disposto la chiusura di numerosi luoghi di svago e divertimento a metà marzo. Il 16 marzo, il Canada ha severamente limitato l'accesso alle frontiere, vietando ai viaggiatori di tutti i paesi tranne gli Stati Uniti; Il 18 marzo, anche i viaggiatori degli Stati Uniti sono stati banditi, in un accordo reciproco con il governo statunitense.
La moglie del Primo ministro canadese Justin Trudeau, Sophie Grégoire Trudeau, è stata trovata positiva al COVID-19 il 12 marzo; lei e il marito sono in autoisolamento.
Al 19 aprile il numero totale dei contagi è di oltre 35.000, comprese 1587 persone poi decedute.

### Cile
Il primo caso di coronavirus in Cile è stato confermato il 3 marzo 2020, quando un medico di 33 anni proveniente da Singapore è stato ricoverato all'ospedale regionale di Talca. Il 18 marzo il presidente Sebastián Piñera ha decretato lo "stato di catastrofe" per 90 giorni.
Le misure di confinamento in Cile variano da regione a regione: il 22 marzo il presidente ha imposto misure di confinamento con coprifuoco notturno dalle ore 22 alle ore 5. La quarantena successivamente è stata estesa in base al numero di contagi presenti in ogni regione. Le regioni più a rischio sono in quarantena fino al 12-15 maggio, compresa la Regione di Santiago, mentre altre sono uscite dalla quarantena a fine aprile.

### Colombia
Nessun caso confermato
     <50 casi confermati
     50–99 casi confermati
     100–499 casi confermati
     500–999 casi confermati
     1 000–4 999 casi confermati
     ≥5 000 casi confermati

Mappa dei casi di COVID-19 in Colombia:
Nessun caso confermato
<50 casi confermati
50–99 casi confermati
100–499 casi confermati
500–999 casi confermati
1 000–4 999 casi confermati
≥5 000 casi confermati

Il primo caso in Colombia è stato registrato il 6 marzo 2020, come riportato dal Ministero della sanità e della protezione sociale. Riguardava una ragazza di 19 anni proveniente da Milano, in Italia.
Il 15 marzo il governo colombiano decide di sospendere tutte le attività scolastiche nel paese, al fine di limitare i contagi tra la popolazione.
Il 20 marzo, il presidente Iván Duque decreta che da martedì 24 marzo, ci sarà una quarantena totale nel paese per 19 giorni, per prevenire la diffusione del virus, dando per scontato l'ingresso nella seconda fase della pandemia. Intanto, il 21 marzo, viene comunicato il primo decesso nel paese, avvenuto giorni prima, il 16 marzo: si trattava di un tassista di 58 anni di Cartagena, che il 4 marzo aveva trasportato due turisti italiani ed era iniziato a sentirsi male dopo un paio di giorni.
Il 6 aprile il presidente della Repubblica ha decretato l'estensione della quarantena fino al 26 aprile 2020., estesa poi fino all'11 maggio e poi ancora fino al 25 maggio, anche se dall'11 maggio il presidente ha annunciato l'apertura, sotto strette misure preventive, di alcune attività essenziali, come quelle industriali, del commercio all'ingrosso nel settore automobilistico e dell'arredamento e altri settori, così come alcune attività di commercio al dettaglio.
Al 9 maggio 2020 in Colombia si contano poco più di 10.000 contagiati, mentre i decessi sono stati 445.

### Costa Rica
La pandemia in Costa Rica è iniziata il 6 marzo 2020 quando è stato confermato il primo caso di una donna statunitense arrivata a San José da New York con suo marito, entrambi asintomatici. Al 19 aprile 2020, ci sono un totale di 660 casi confermati, 112 guariti e 5 decessi nel paese.

### Cuba
I primi 3 casi a Cuba sono stati segnalati dal governo cubano l'11 marzo 2020, e riguardavano 3 turisti italiani provenienti dalla Lombardia.

### Ecuador
Il primo caso di coronavirus in Ecuador è stato registrato il 29 febbraio 2020, quando una donna di 71 anni arrivata dalla Spagna il 14 febbraio è risultata positiva. La stessa paziente 0 risulterà anche, il 13 marzo, la prima deceduta in Ecuador per coronavirus, e il giorno dopo anche la sorella morirà per la stessa causa.
Fin dai primi giorni di marzo 2020, l'Ecuador è stato il paese con il maggior numero di contagiati nell'America Latina dopo il Brasile, arrivando a un bilancio, il 28 marzo, di 1835 contagiati confermati e 48 decessi. Il 12 marzo è stata dichiarata l'emergenza sanitaria e il 16 marzo il presidente Lenín Moreno ha dichiarato lo stato di eccezione in tutto il Paese, decretando anche il coprifuoco dalle ore 14:00 alle 5:00 ora locale. Guayaquil e tutta la provincia del Guayas è stata dichiarata zona di sicurezza nazionale, per via del grande numero di contagiati rispetto ad altre province dell'Ecuador. A causa dell'indisponibilità delle società di pompe funebri di operare e per il lungo coprifuoco serale, molte famiglie non hanno potuto far seppellire i loro cari deceduti e sono state costrette in diversi casi ad abbandonarli per strada, in alcuni casi arrivando anche a bruciarli sui marciapiedi o nei cassonetti dell'immondizia.
Al 22 aprile in Ecuador i contagiati erano circa 11.000, tuttavia il 24 aprile il ministro della Sanità Juan Carlos Zevallos ha comunicato che i casi erano raddoppiati, con l'aggiunta di altri 11.000 casi derivati da test i cui risultati erano in ritardo. L'Ecuador, con circa 17 milioni di abitanti, è lo stato dell'America Latina col più alto numero di contagiati e il più alto numero di morti in rapporto alla popolazione, e questo nonostante i dati ufficiali siano probabilmente sottostimati; già dal 17 aprile il presidente Moreno e alcuni funzionari governativi hanno ammesso che il numero ufficiale dei morti sia di molto inferiore a quello reale, a causa della mancanza di test. I dati ufficiali parlano di meno di 600 morti, tuttavia nella sola provincia del Guayas nelle prime due settimane di aprile sono morte 6700 persone, a fronte di una media che di norma è attorno ai 1000 morti mensili.
Dal 4 maggio l'Ecuador ha aperto alla fase di distanziamento sociale in base alla situazione locale. Ogni cantone si classifica con un sistema a semaforo, con un colore che distingue la diffusione del virus in quella zona. Se segnalato col rosso, in quel cantone vige ancora il coprifuoco dalle 14 alle 5 del mattino e sono permessi solo ordini online e per telefono con consegne a domicilio. Con semaforo giallo è consentito il commercio al dettaglio con il 50% del personale, l'uso di trasporto pubblico con il 30% dei posti totali a disposizione, mentre nel settore privato le aziende possono decidere quando tornare in attività; infine il coprifuoco sarà ridotto dalle ore 18 alle 5. Col semaforo verde invece è possibile svolgere l'attività lavorativa con il 70% del personale, nei negozi con il 50% dell'affluenza massima, così come nei trasporti pubblici è possibile occupare il 50% dei posti disponibili. Il coprifuoco in queste zone è limitato dalle ore 21 alle ore 5. La maggioranza dei cantoni, 166 su 221, ha tuttavia già informato che rimarrà nella situazione di semaforo rosso fino al 31 di maggio almeno.

### El Salvador
Il primo caso della pandemia di coronavirus in El Salvador è stato riportato mercoledì 18 marzo 2020. Secondo il presidente Nayib Bukele riguardava un uomo tra i 20 e i 40 anni entrato nel paese proveniente dall'Italia attraverso un punto cieco che confina con il paese. Il caso è stato identificato nella città di Metapán, nel dipartimento di Santa Ana, mentre un cordone sanitario è stato attivato intorno al comune per 48 ore per cercare di identificare i collegamenti epidemiologici.
Al 19 aprile, nel paese sono stati segnalati 218 casi positivi per COVID-19, 7 decessi e 46 recuperati.

### Giamaica
Il primo caso in Giamaica è stato confermato il 10 marzo 2020; riguardava una donna tornata dal Regno Unito il 4 marzo. A quella data i voli aerei erano già bloccati da e per la Cina, Italia, Corea del sud, Singapore e Iran e sono stati estesi anche a Germania, Francia e Spagna, e il 13 marzo anche dal Regno Unito. Al 21 aprile sono 223 i contagiati in totale, compresi 6 morti.

### Guatemala
La pandemia da coronavirus in Guatemala è stata annunciata ufficialmente il 13 marzo 2020, quando è stato rilevato il primo caso, un giovane di Quiché che era tornato da un viaggio in Europa.

### Guyana
Il primo caso della pandemia di coronavirus del 2020 in Guyana è stato segnalato dal presidente David Granger l'11 marzo 2020. Secondo il governo, la paziente era una donna di 52 anni proveniente dagli Stati Uniti.

### Guyana francese
I primi casi della pandemia di coronavirus del 2020 nella Guyana francese sono stati segnalati dal presidente dell'Assemblea Rodolphe Alexandre il 4 marzo 2020. Il governo ha riferito che i pazienti provenivano dalla Francia.

### Honduras
I primi casi di coronavirus in Honduras sono stati confermati l'11 marzo 2020. Erano una donna incinta di 42 anni di Madrid, in Spagna; e una donna di 37 anni di Ginevra, Svizzera. Al 19 aprile sono stati effettuati 2.522 test, di cui 477 casi positivi presentati, 46 persone sono morte e 25 sono state recuperate.
Data la situazione causata dalla pandemia, le autorità governative del paese, in particolare SINAGER, COPECO, il Segretariato della sanità pubblica honduregna e il Segretariato di sicurezza dell'Honduras, hanno preso decisioni drastiche come l'imposizione di uno stato d'assedio dal 29 marzo al 26 aprile, nonché un programma che regola la circolazione dei cittadini per la fornitura di cibo e medicine.

### Messico

Mappa della diffusione di COVID-19 in Messico.

La pandemia di COVID-19 in Messico è iniziata il 27 febbraio 2020. Il primo caso confermato è stato rilevato a Città del Messico, ed era un messicano che aveva viaggiato in Italia e aveva sintomi lievi; poche ore dopo, un altro caso fu confermato nello stato di Sinaloa e un terzo caso, ancora una volta, a Città del Messico. La prima morte per questa malattia nel paese avvenne il 18 marzo 2020.
Il governo messicano, in coordinamento con il Ministero della salute, ha implementato una serie di misure per prevenire e controllare le infezioni nel paese, tra cui l'estensione del periodo di vacanza degli studenti, la "Giornata nazionale della distanza salutare" e il piano DN-III-E, che è un piano di aiuti tramite le forze armate in caso di disastri. Su un totale di tre fasi epidemiologiche identificate dalle autorità sanitarie, in base al grado di trasmissione della malattia, il 24 marzo è stata decretata la fase 2, che prevede principalmente la sospensione di alcune attività economiche, la limitazione delle congregazioni di massa e la raccomandazione di protezione della casa per la popolazione in generale. Il 30 marzo è stata dichiarata una "emergenza sanitaria per cause di forza maggiore" a seguito dell'evoluzione dei casi confermati e dei decessi per malattia nel paese, che ha dato posto all'esecuzione di ulteriori azioni per la sua prevenzione e controllo.
Alcuni effetti che la pandemia ha avuto in Messico sono stati: l'acquisto incontrollato generato dal panico di generi alimentari e prodotti per la pulizia e l'igiene personale; la sospensione di eventi socioculturali; la chiusura temporanea o permanente delle società, e la caduta del prezzo del carburante e del peso messicano nei mercati valutari internazionali.

### Nicaragua
Il primo caso in Nicaragua si è verificato il 18 marzo 2020; il primo paziente è un nicaraguense tornato da Panama.

### Panama
Il primo caso della pandemia di coronavirus del 2020 a Panama si è verificato l'8 marzo, quando è stata trovata positiva una donna panamense di 40 anni,  entrata nel paese con un volo da Madrid.
La prima morte è stata confermata il 10 marzo; il paziente deceduto era il direttore di una scuola secondaria della capitale. Il presidente di Panama, Laurentino Cortizo, ha decretato il 13 marzo 2020 lo stato di emergenza a causa della pandemia di coronavirus in tutto il paese.

### Paraguay
Il primo caso confermato di COVID-19 in Paraguay è stato confermato il 7 marzo 2020 ad Asunción dal Ministro della sanità pubblica e del benessere sociale Julio Mazzoleni. Il paziente era un uomo di 32 anni di Guayaquil, in Ecuador, ma residente nel dipartimento Central. Il 20 marzo 2020, furono confermati il primo deceduto e il primo caso di trasmissione comunitaria nel paese.
Il 10 marzo 2020, tre giorni dopo la segnalazione del primo caso di coronavirus, il governo paraguayano ha decretato la quarantena parziale, che includeva la sospensione delle classi scolastiche e tutte le attività che producono affollamento di persone, come eventi pubblici e privati, al fine di prevenire la diffusione del virus. Il 20 marzo il governo decreta la quarantena totale, estendendola fino al 12 aprile, con la libera circolazione che viene totalmente limitata, tranne nei casi di necessità o urgenza e dei lavoratori sanitari e nei servizi di base. L'8 aprile, il Presidente della Repubblica estende la quarantena fino al 19 aprile, e il 17 aprile viene nuovamente estesa fino al 26 aprile.
Il presidente Mario Abdo Benítez, dopo aver esteso nuovamente la quarantena fino al 3 maggio, annuncia che dal 4 maggio inizierà il periodo di quarantena "intelligente", con l'apertura di alcuni settori economici essenziali con l'osservazione di rigorose misure di contenimento. Nello stesso comunicato anticipa che i negozi di meno di 800 m² riapriranno il 25 maggio, così come saranno permessi da quella data gli sport professionistici ed gli eventi culturali senza pubblico. Dal 15 giugno apriranno invece i grandi negozi (oltre 800 mq.) e i grandi complessi sportivi, sempre senza pubblico. Infine, il 2 luglio sarà fatta un'analisi della situazione epidemiologica per valutare l'apertura di bar, ristoranti e alberghi.

### Perù

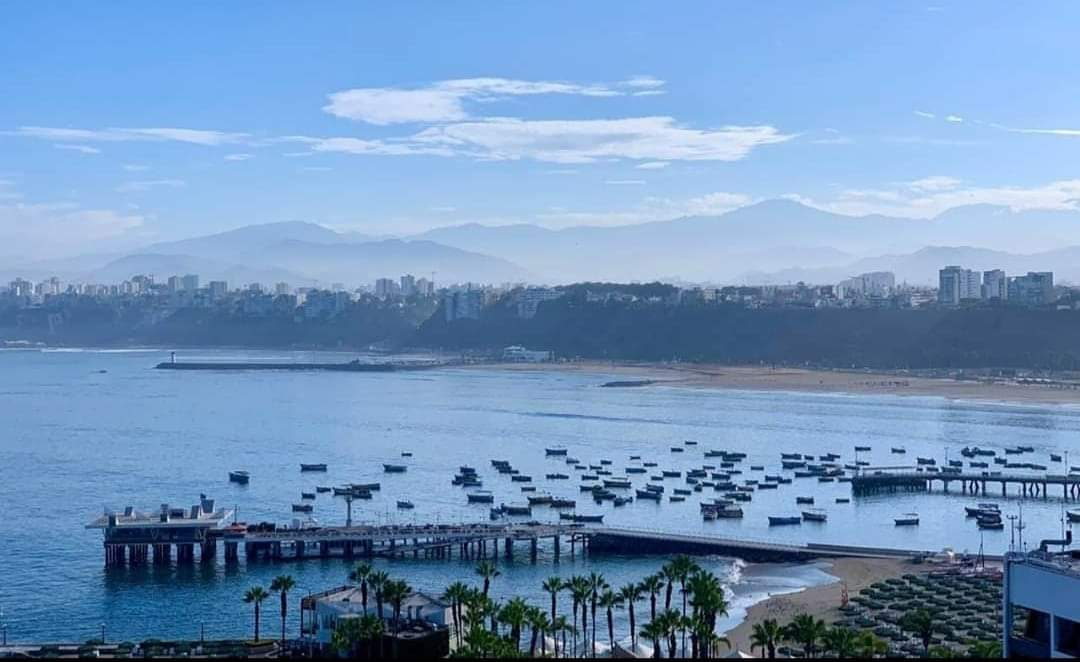
Le spiagge deserte di Lima durante la quarantena

Il primo caso confermato della pandemia in Perù è stato annunciato il 6 marzo 2020 nella capitale Lima, mentre la prima morte nel paese è stata confermata il 19 marzo 2020 nella stessa città di Lima, due settimane dopo il primo caso.
Lima continua ad essere il luogo con il maggior numero di infetti e il principale focolaio della pandemia, seguita da Callao e Lambayeque. La tendenza a una maggiore crescita di casi confermati, verificatasi fino alla terza settimana di aprile, ha posizionato il Perù come il secondo paese con più casi in America Latina, dopo il Brasile.
Il 15 marzo, il governo peruviano ha decretato lo stato di emergenza e un ordine obbligatorio di isolamento sociale (quarantena) per 15 giorni a livello nazionale, e qualche giorno dopo ha imposto il coprifuoco. Il 26 marzo, il governo ha decretato l'estensione della quarantena fino al 12 aprile. L'8 aprile, dopo una valutazione con i governi regionali e il Consiglio di Stato, il governo ha nuovamente prorogato la quarantena che termina fino al 26 aprile., e il 23 aprile è stata annunciata un'ulteriore proroga di 2 settimane, fino al 10 maggio. Ancora, l'8 maggio il presidente Vizcarra ha annunciato la decisione di prorogare lo stato di emergenza fino a domenica 24 maggio e che tra la polizia nazionale e le forze armate, ci saranno 150.000 effettivi per le strade a controllare che le persone seguano le misure imposte. Il Capo di Stato ha riferito che, a partire da lunedì 11 maggio, l'immobilizzazione sociale obbligatoria sarà dalle ore 20:00. Ciò consentirà di estendere l'attenzione sulle banche e nei mercati, riducendo le concentrazioni di persone. La modifica del programma non si applica alle regioni di Loreto, La Libertad, Lambayeque, Tumbes e Piura, dove la restrizione continuerà ad essere attuata dalle ore 16:00 locali. A partire da lunedì 18 maggio, ai bambini fino a 14 anni sarò consentito uscire per 30 minuti a non più di 500 metri dalle loro case, accompagnati da un adulto.

### Repubblica Dominicana
Il primo caso di coronavirus nella Repubblica Dominicana è stato confermato il 1º marzo 2020 e si trattava un turista italiano di 62 anni arrivato sull'isola poco tempo prima senza presentare sintomi.
Il 17 marzo, il presidente Danilo Medina ha annunciato una serie di misure che includevano la chiusura dei confini nazionali, la sospensione delle attività educative e la cancellazione di eventi pubblici. Poco dopo Il Congresso decretò lo stato di emergenza e il 20 marzo il presidente decretò il coprifuoco notturno dopo che 72 casi erano stati confermati nel paese.
Al 20 aprile nella Repubblica Dominicana sono stai registrati circa 5000 casi, con 226 decessi.

### Saint-Pierre e Miquelon
Il 5 aprile è stato confermato il primo caso nella collettività.
L'11 maggio l'unico caso registrato è guarito.

### Stati Uniti d'America

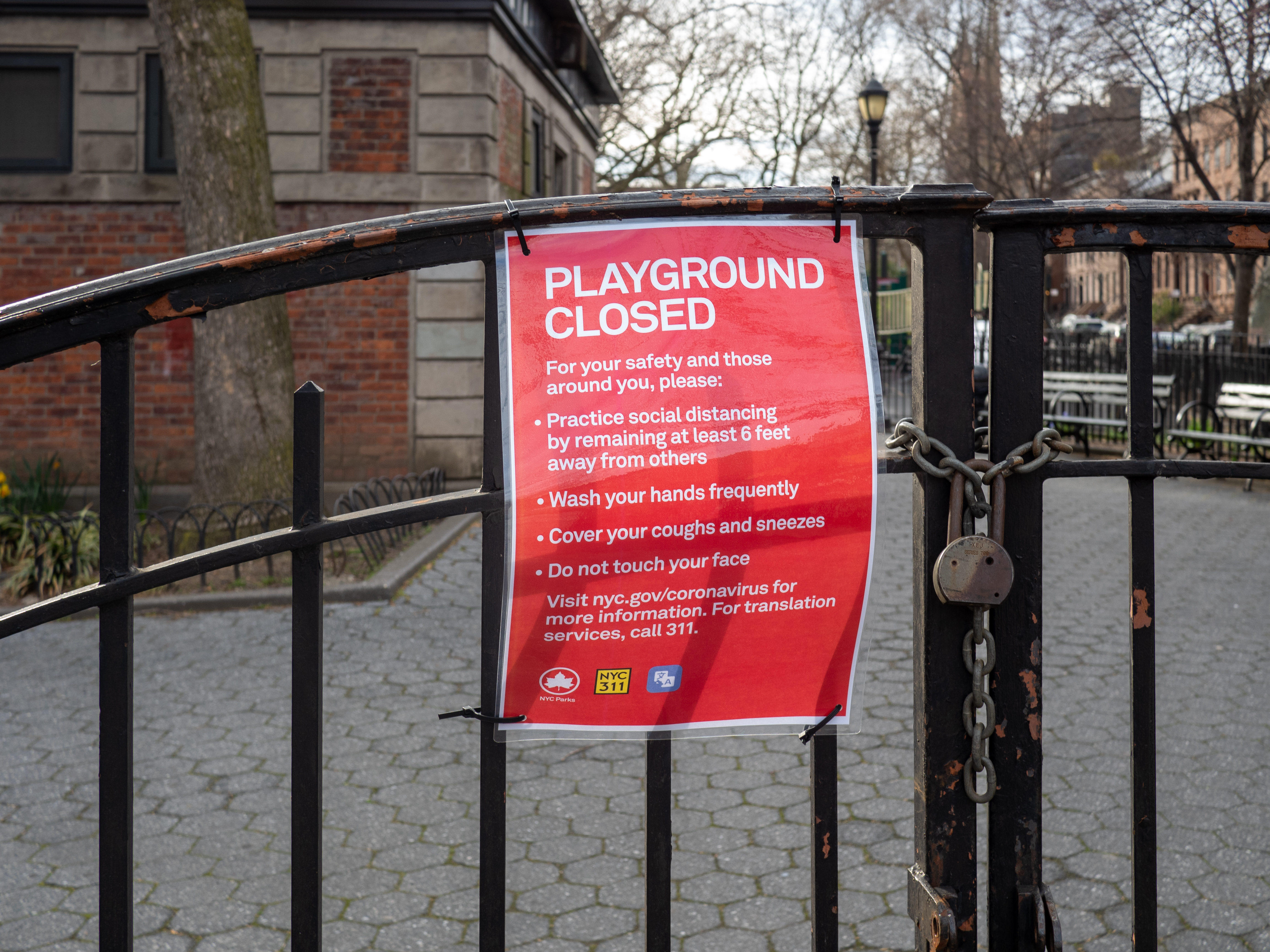
Uno dei tanti parco giochi di New York chiusi durante la quarantena.

Il primo caso confermato della pandemia di coronavirus 2019-2020 negli Stati Uniti è stato annunciato il 21 gennaio 2020; un uomo di 30 anni, originario dello Stato di Washington, che aveva recentemente viaggiato in Cina. Al 19 aprile 2020, ci sono stati almeno 742.000 casi confermati di COVID-19 negli Stati Uniti, inclusi oltre 40.000 decessi e circa 67.000 guariti.
Il 31 gennaio l'amministrazione Trump ha dichiarato un'emergenza per la salute pubblica e ha annunciato restrizioni sui viaggiatori in arrivo dalla Cina.
Gli Stati Uniti hanno iniziato lentamente a eseguire i test per COVID-19. Fino alla fine di febbraio, le procedure della Food and Drug Administration (FDA) hanno proibito ai laboratori che non siano dei centri per la prevenzione e il controllo delle malattie (CDC) di pubblicare i risultati dei test ai pazienti, anche se hanno seguito protocolli riconosciuti a livello internazionale. I CDC hanno sviluppato e distribuito i propri kit di test, ma molti di essi hanno riscontrato un difetto di fabbricazione in un componente non essenziale, rendendo il kit illegale da utilizzare fino alla modifica del protocollo. Il 29 febbraio, la FDA ha iniziato a consentire alle agenzie di sanità pubblica, agli ospedali e alle società private di sviluppare test e di eseguirle. Inizialmente, la FDA aveva linee guida molto restrittivi su chi poteva essere testato, ma il 5 marzo ha affermato che chiunque avesse un ordine medico poteva essere testato.
Dal 19 marzo 2020, il Dipartimento di Stato ha consigliato ai cittadini di evitare tutti i viaggi internazionali. Il 16 marzo, la Casa Bianca ha sconsigliato qualsiasi riunione di oltre 10 persone. A metà marzo 2020, l'Ente federale per la gestione delle emergenze ha riferito al United States Army Corps of Engineers (USACE) di pianificare la costruzione di nuove strutture e di convertirne altre, inclusi gli hotel, per l'uso come ospedali e unità di terapia intensiva. Le misure restrittive comprendevano divieti e cancellazioni di incontri su larga scala, tra cui la chiusura di scuole e altre istituzioni educative, la cancellazione di fiere, convegni, festival musicali ed eventi sportivi, una mossa che si è intensificata dall'11 marzo dopo che l'Organizzazione mondiale della sanità dichiarò che l'epidemia di coronavirus era una pandemia.
La risposta dell'amministrazione Trump alla pandemia è stata criticata; Il presidente inizialmente respinse le preoccupazioni sull'impatto dell'epidemia, dichiarando il 26 febbraio che il virus sarebbe scomparso rapidamente. Dopo che l'Organizzazione mondiale della sanità dichiarò che la COVID-19 era una pandemia, Trump iniziò a mostrare toni più cauti nelle sue dichiarazioni, ma continuò ad affrontare polemiche sulla promozione di farmaci come la clorochina come trattamento (nonostante che la FDA non lo avesse approvato), riferendosi al COVID -19 come "virus cinese", ed esprimendo la speranza che le misure di mitigazione possano essere allentate a Pasqua.
A partire dal 26 marzo 2020, gli Stati Uniti sono diventati il paese con il maggior numero di casi di COVID-19 al mondo, superando la Cina. Successivamente, l'11 aprile 2020, sono diventati il paese con il maggior numero di morti al mondo, superando l'Italia.

### Suriname
Il primo caso della pandemia di coronavirus del 2020 in Suriname è stato segnalato dal vicepresidente del paese Ashwin Adhin il 13 marzo 2020. Secondo il governo, il caso zero è arrivato dai Paesi Bassi.

### Trinidad e Tobago
Il ministro della Sanità Terrance Deyalsingh, ha annunciato che Trinidad e Tobago ha deciso di applicare restrizioni alle persone che viaggiano dalla Cina. Le persone che vivono o che hanno visitato la Cina non potranno entrare a Trinidad e Tobago a meno che non fossero già state fuori dalla Cina 14 giorni prima di tentare di viaggiare a Trinidad e Tobago.

### Uruguay
I primi casi della pandemia di coronavirus del 2020 in Uruguay sono stati dichiarati il 13 marzo 2020 tramite il Ministero della sanità pubblica. Erano persone entrate nel Paese tra il 3 e il 7 marzo 2020 che arrivavano da Milano, Barcellona e Madrid.

### Venezuela
La pandemia della malattia di coronavirus del 2020 in Venezuela si è diffusa su quasi tutto il suo territorio, il primo caso è stato segnalato dal vicepresidente del Venezuela il 13 marzo 2020.
Al 9 maggio 2020 sono 202 i casi attivi, 10 i deceduti e 190 pazienti sono guariti, per un totale di 402 casi confermati. Lo Stato più colpito dall'epidemia è Nueva Esparta, con 127 casi positivi al 9 maggio 2020.
Data la rapida diffusione del virus a livello globale, il governo di Nicolás Maduro inizialmente ordinò una quarantena obbligatoria per 30 giorni in tutto il paese a partire dal 17 marzo, che sarebbe stata successivamente prorogata fino all'11 maggio 2020.